# 富士夫 (呼出)
富士夫（ふじお、1978年（昭和53年）5月16日 - ）は、大相撲の十両呼出である。本名は小野寺 真将（おのでら しんすけ）。宮城県気仙沼市出身。安治川部屋→伊勢ヶ濱部屋所属。血液型はO型。

## 履歴
- 1996年7月場所 - 初土俵。序ノ口呼出：安佐夫。
- 2002年1月場所 - 序二段呼出。
- 2004年1月場所 - 三段目呼出。
- 2007年1月場所 - 幕下呼出。
- 2008年3月場所 - 富士夫に改名。
- 2018年1月場所 - 十両呼出。